# Xenoophorus captivus
Xenoophorus captivus là một loài cá thuộc họ Goodeidae. Nó là loài đặc hữu của the Pánuco River system in México. It feeds on algae.